# Temo
Il Temo (Temu in sardo) è un fiume che scorre in Sardegna, nelle province di Sassari e di Oristano.
È l'unico fiume navigabile (6 km circa) della regione.

## Percorso
Nasce a circa 500 m s.l.m. dalle falde del monte Calarighe, in comune di Villanova Monteleone in città metropolitana di Sassari. Con il nome di  rio Lacanu scorre verso il lago Temo, dove cambia il suo nome appunto in  Temo.
Successivamente, poco dopo aver attraversato la cittadina di Bosa sfocia nel mar di Sardegna.

## Portata
Il Temo ha una portata molto variabile prima dell'immissione nel lago omonimo; da quel punto in poi, il deflusso annuo diviene assai più regolare.